# Rosie Turton

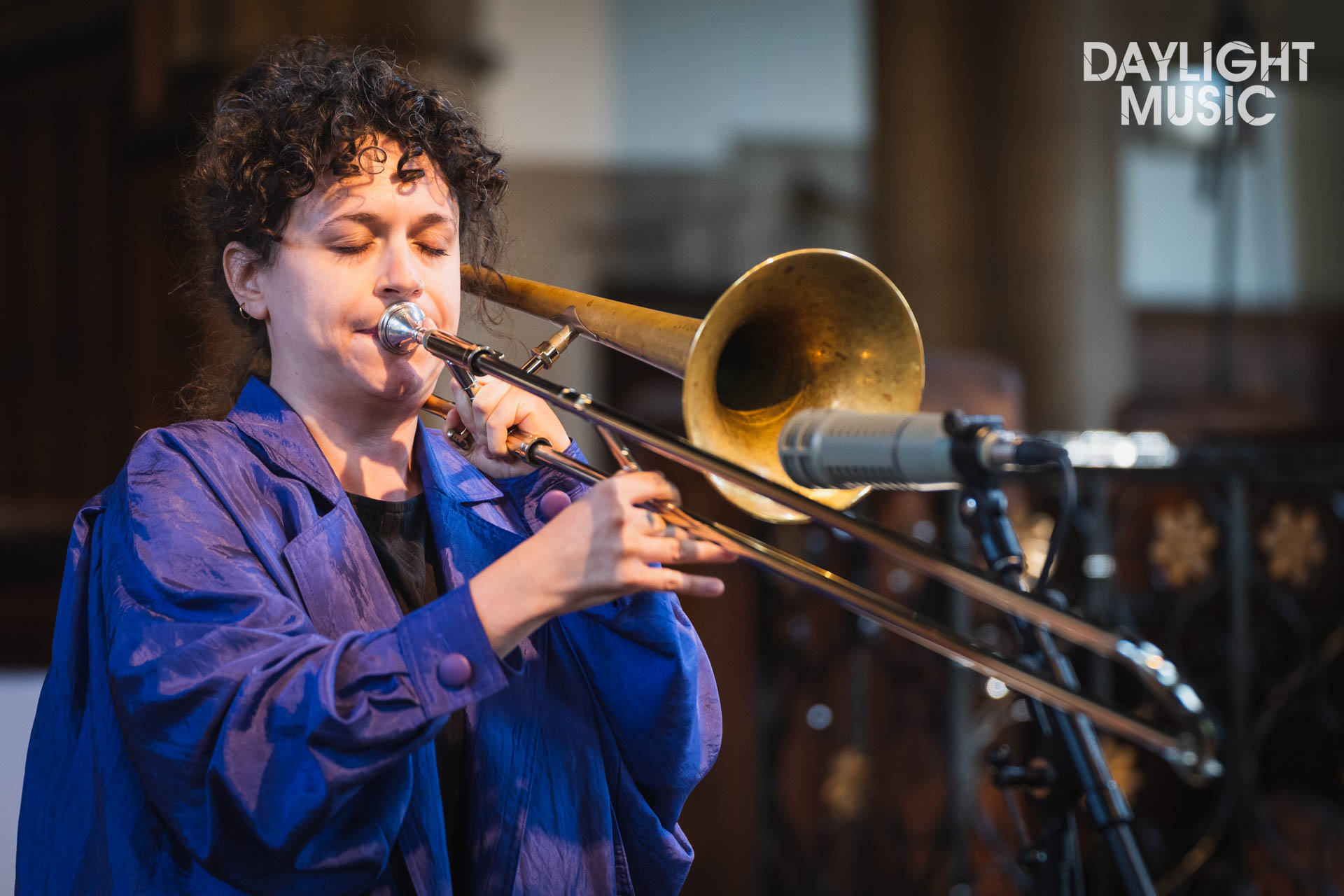
Rosie Turton (2023)

Rosaleen „Rosie“ Turton (* 1992 oder 1993) ist eine britische Jazzmusikerin (Posaune, Komposition).

## Leben und Wirken
Turton begann im Alter von elf Jahren mit dem Posaunenspiel. Sie sammelte erste Erfahrungen in Gary Crosbys jazzpädagogischer Initiative Tomorrow Warriors, die maßgeblich an ihrer Entwicklung zur professionellen Musikerin beteiligt war. In den folgenden Jahren trat sie u. a. mit dem Chaos Orchest, mit dem erste Aufnahmen entstanden (Island Mentality, 2013) und mit dem Nu Civilization Orchestra auf. Dort lernte sie Musiker der neuen Jazzszene Londons kennen, unter anderem Nubya Garcia, Joe Armon-Jones und Sheila Maurice-Grey. Wie diese besuchte sie das Trinity College of Music und begann bei der Formation Steez-Night zu jammen. Um diese Zeit entstand Nérija, ein siebenköpfiges Musiker-Kollektiv, dem sie angehört und das bei Domino Records das Album Blume (2019) erschien. Turton spielte auch mit den Jazzkollektiven Where Pathways Meet, Steam Down, Wild Card (Album Beast from the East, 2019) und SE Dub Collective. Darüber hinaus war sie an Aufnahmen mit Jitwam und Hollie Cooke betiteligt und trat auch mit den Künstlern wie Soweto Kinch, Jason Yarde, Sampa the Great und Gaika auf.
Um 2015 begann Turton sich mit klassischer indischer Musik zu beschäftigen: Beeinflusst von Vorbildern des spirituell beeinflussten Jazz wie Alice Coltrane und Pharoah Sanders unternahm sie eine Reise nach Nordindien und begann eine Erkundung der parallelen musikalischen Wege von Jazz und indischen Ragas. Nach ihrer Rückkehr nach London stellte sie eine eigene Gruppe zusammen. Mit Maria Chiara Argirò, Johanna Burnheart, Twm Dylan, Jake Long und Luke Newman spielte Turton Mitte 2018 ihre Debüt-EP Rosie’s 5ive (Jazz Re:freshed) ein, die von der Kritik positiv aufgenommen wurde; vom Guardian wurde sie daraufhin als „One to watch 2019“ aufgeführt. Die EP sei „eine einfallsreiche Mischung aus Jazz, Hip-Hop und klassischer indischer Musik“, lobte das Jazz Journal. Vier der Tracks sind Eigenkompositionen Turtons, ein Titel eine ungewöhnliche Neuinterpretation von Herbie Hancocks „Butterfly“. 2021 legte Turton ihre zweite EP vor, Expansions and Transformations: Part I & II, gefolgt von Wandering Wondering (2023).
Zu hören ist sie auch auf Daniel Casimirs Debütalbum Boxed In (2021).

## Diskographische Hinweise
- Rosie’s 5ive (Jazz Re:freshed, 2019)
- Expansions and Transformations: Part I & II (Kudoa, 2021), mit Johanna Burnheart, Maria Chiara Argirò, Twm Dylan, Jake Long, Ben Hayes, Tom Oldfield